# Veghel
Veghel a fost o comună și o localitate în provincia Brabantul de Nord, Țările de Jos.

## Localități componente
Veghel, Boerdonk, Eerde, Erp, Keldonk, Mariaheide, Zijtaart.